# Olga Larionova
Olga Larionova, de son vrai nom Olga Nikolaïevna Tideman, née le 16 mars 1935 à Saint-Pétersbourg et morte le 8 octobre 2023, est une autrice de science-fiction et ingénieure russe qui commence à écrire pendant l'ère soviétique,. 

## Biographie
Olga Larionova est ingénieure dans un institut de métallurgie et de soudure jusqu'en 1967.

## Œuvres
Larionova place les idées philosophiques et non pas la science au cœur de son propos.
Son premier roman, Un léopard du haut du Kilimandjaro (Леопард с вершины Килиманджаро) est publié en 1965. Sa nouvelle A Tale of Kings figure dans l'anthologie Earth and Elsewhere, qui l'a fait remarquer en Occident.  Elle est l'une des rares écrivaines russes de science-fiction à succès de sa génération. Elle remporte le prix Aelita en 1987 et reste l'une des rares femmes à l'avoir remporté en tant qu'écrivaine individuelle.
En 1969 elle publie L'accusation, une nouvelle d'exploration spatiale, qui exploite l'idée d'un communisme primitif sur une planète nommée Temira Kouzioumov. 